# Pacheco-eiland
Pacheco-eiland (Spaans: Isla Pacheco) is een eiland in de regio Patagonië in het zuiden van Chili. De oppervlakte van het eiland is circa 151 km2 en het behoort tot de Queen Adelaidearchipel.